# Germelshausen
Germelshausen ist eine Wüstung in Thüringen und neben einer Erwähnung in Ludwig Bechsteins Thüringer Sagenbuch heute vor allem bekannt durch die literarische Verarbeitung in der gleichnamigen Geschichte von Friedrich Gerstäcker aus der Mitte des 19. Jahrhunderts, in der das Verschwinden des Ortes eine phantastische Note erhält.

## Inhalt der Erzählung
Um 1840 lernt der junge Maler Arnold auf einer Waldwanderung ein Mädchen namens Gertrud kennen und begleitet es in sein Heimatdorf Germelshausen. Das Dorf macht einen sehr alten Eindruck, auch sind die Menschen altmodisch gekleidet, ebenso merkwürdig veraltet ist ihre Ausdrucksweise.
Am Abend nimmt Arnold zusammen mit Gertrud an einem Dorffest teil, auf welchem diese ihn plötzlich bittet, den Ort noch vor Mitternacht zu verlassen. Arnold, der sich in das Mädchen verliebt hat, kommt der Bitte nach, will aber später zu Gertrud zurückkehren.
Nach Mitternacht bleibt das Dorf jedoch unauffindbar. Nachdem der junge Maler die ganze Nacht hindurch vergeblich nach dem Ort gesucht hat, trifft er am frühen Morgen endlich einen alten Jäger. Dieser berichtet, dass Germelshausen schon seit vielen Jahrhunderten verschwunden ist und nur alle 100 Jahre für einen Tag wieder aufersteht. Niedergeschlagen setzt Arnold daraufhin seinen Weg fort.

## Geografie
In der Geschichte werden als reale Bezugspunkte die Dörfer Dillstedt (heute Dillstädt) und Marisfeld in Thüringen angegeben. Zwischen diesen beiden Orten, wo Germelshausen gelegen haben und versunken sein soll, heißt die Landstraße L2628 Germelshausen.

## Adaptionen
Die Geschichte diente als Vorlage für weitere Stücke aus Film und Musik:
- die dreiaktige Oper Germelshausen von Ludwig Göhring mit der Musik von Hans Grimm, 1923 in Augsburg aufgeführt[2]
- die Oper Vineta von Rudolf Mors, 1968 in Bielefeld uraufgeführt
- das Hörspiel Germelshausen in der Bearbeitung von Günter Eich (Produktion: NDR 1956, Regie: Klaus Stieringer)
- das Musical Brigadoon (1947) und dessen Verfilmung
- den phantastischen Roman Germelshausen, 0.00 Uhr von Hans Bach, 1985 Berlin: Verlag Neues Leben
- das Essay Motiv des Scheidens von Ernst Bloch, in: ders., Spuren, 1985 Frankfurt: Suhrkamp Taschenbuch Wissenschaft